# Communauté économique et monétaire de l'Afrique centrale
La Communauté économique et monétaire de l'Afrique centrale (CEMAC) est une organisation internationale regroupant plusieurs pays d'Afrique centrale, créée pour prendre le relais de l'Union douanière et économique de l'Afrique centrale (UDEAC). Son siège est à Bangui, en République centrafricaine.

## Histoire
Le traité instituant la CEMAC est signé le 16 mars 1994 à N'Djaména (Tchad) et entre en vigueur en juin 1999.
La CEMAC regroupe l’Union monétaire de l’Afrique centrale (UMAC), qui est responsable de la convergence monétaire des États membres, qui partagent la même monnaie, et l’Union économique de l’Afrique centrale (UEAC), qui a pour mission d’harmoniser les réglementations en vigueur au sein des États membres afin de dynamiser les échanges commerciaux et faciliter la convergences des politiques économiques au sein de la sous-région.
Depuis mai 2015, les ressortissants de la CEMAC bénéficient de la libre-circulation dans la région et ne sont plus obligés d'utiliser un visa pour voyager entre les pays de la CEMAC. Cette liberté de circulation était initialement prévue pour démarrer le 1er janvier 2014, mais a été retardée par la fermeture des frontières de la Guinée équatoriale. Si la libre-circulation au sein de l’ensemble de l’espace n’est pas encore possible, c’est avant tout en raison des différentes crises sécuritaires que connaît la sous-région, au premier chef desquelles l’insurrection menée par Boko Haram dans le bassin du lac Tchad. L’harmonisation des législations internes est encore à achever. Cependant, le Tchad et le Cameroun ont pris les devants et mis en place la libre-circulation des biens et des personnes entre les deux États par le biais d’un accord bilatéral, qui pourrait aider à concrétiser les choses.
Lors du sommet de Djobloho, le 17 février 2017, la Guinée équatoriale et le Gabon s'engagent à lever toutes les restrictions encore existantes.
Des organisations politiques au Tchad, appellent pour que le Tchad rejoint l'organisation des états du Sahel.

### Réforme de la zone Cemac
Le 22 novembre 2019 à Yaoundé, s'ouvre un sommet extraordinaire de la Communauté économique et monétaire de l'Afrique centrale (CEMAC), présidée par Paul Biya, qui regroupe six pays, pour débattre notamment de l'avenir du franc CFA. Après les pays d'Afrique de l'Ouest pour la monnaie unique, c'est au tour de l'Afrique centrale de questionner la pertinence d'une monnaie aux réserves de change déposées en France et convertible en euro, présentée par certains comme « héritée de la colonisation ».
Le 17 mars 2023, les chefs d'état d'Afrique centrale se réunissent pour la 15e conférences des pays de la Communauté économique et monétaire de l’Afrique centrale (Cemac). Concernant l'avenir du Franc CFA, il est préconisé le changement de nom de la monnaie, le retrait progressif des représentants français au sein des organes de décision et de contrôle de la Banque centrale, la clôture du compte d'opération dans les livres de la Banque de France et le rapatriement des réserves de change au siège de la Banque centrale.
Le même jour, l'Equato-Guinéen Baltasar Engonga Edjo'o est nommé en tant que nouveau président de la commission en remplacement de Daniel Ona Ondo.
Fin 2023, un rapport indépendant établit que la CEMAC, sous la direction de Daniel Ona Ondo, a commis des fautes graves en matière d'utilisation des ressources, ce qui devrait déclencher des procédures en justice.

## Missions
Elle a pour missions :
- d'établir une union de plus en plus étroite entre les peuples des États membres pour raffermir leur solidarité géographique et humaine ;
- de promouvoir les marchés nationaux par l'élimination des entraves au commerce intercommunautaire, la coordination des programmes de développement, l'harmonisation des projets industriels ;
- de développer la solidarité des pays membres au profit des pays et régions défavorisés ;
- de créer un véritable marché commun africain.

## Liste des États membres
La CEMAC est composée de six États membres :
- Cameroun
- République centrafricaine
- République du Congo
- Gabon
- Guinée équatoriale
- Tchad

## Économie
| Pays                      | Superficie (km ²) | Population (en milliers) | PIB (en millions de $) | PIB (PPA) (en millions de $) | PIB (PPA) par habitant ($ internationaux courants) |
| ------------------------- | ----------------- | ------------------------ | ---------------------- | ---------------------------- | -------------------------------------------------- |
| Cameroun                  | +0 000475 650,    | +00 00024 054,           | +00 00045 350,         | +00 00089 538,               | +000 0003 722,                                     |
| République centrafricaine | +0 000622 984,    | +000 0004 659,           | +000 0001 949,         | +000 0003 389,               | +0 000 000728,                                     |
| République du Congo       | +0 000342 000,    | +000 0005 261,           | +000 0008 701,         | +00 00028 694,               | +000 0005 454,                                     |
| Gabon                     | +0 000267 668,    | +000 0002 025,           | +00 00015 014,         | +00 00036 682,               | +00 00018 113,                                     |
| Guinée équatoriale        | +00 00028 051,    | +000 0001 268,           | +00 00012 294,         | +00 00030 981,               | +00 00024 439,                                     |
| Tchad                     | +0001 284 000,    | +00 00014 900,           | +000 0009 871,         | +00 00028 985,               | +000 0001 945,                                     |
| Total (2017)              | +0003 020 353,    | +00 00052 167,           | +00 00082 752,         | +0 000218 269,               | +000 0004 184,                                     |

## Institutions et organes  de la CEMAC
- L'Union monétaire de l'Afrique centrale.
- L'Union économique de l'Afrique centrale.

États membres de la CEMAC

- La Conférence des chefs d'État chargée de définir la politique de la Communauté et d’orienter l'action de l'UEAC et de l'UMAC.
- Le conseil des ministres qui assure la direction de l'UEAC.
- La commission, organe exécutif de la communauté, siégeant à Bangui (République centrafricaine).
- La Banque des États de l'Afrique centrale (BEAC), siégeant à Yaoundé (Cameroun) définit et conduit la politique monétaire.
- La Banque de développement des États de l'Afrique centrale (BDEAC), siégeant à Brazzaville (Congo) assure le financement du développement.
- La cour de justice de la Communauté installée à N'Djaména (Tchad).
- La commission de surveillance du marché financier de l'Afrique centrale (COSUMAF) siégeant au Gabon.

### Président de la Conférence des Chefs d’État
- 2006-2007 : Idriss Déby Itno  Tchad du 15 mars 2006 au 25 avril 2007 [12]
- 2007-2008 : Paul Biya  Cameroun du 25 avril 2007 au 25 juin 2008 [13]
- 2008-2010 : François Bozizé  République centrafricaine du 25 juin 2008 au 17 janvier 2010 [14]
- 2010-2012 : Denis Sassou Nguesso  République du Congo du 17 janvier 2010 au 25 juillet 2012 [15]
- 2012-2015 : Ali Bongo Ondimba  Gabon du 25 juillet 2012 au 6 mai 2015
- 2015-2017 : Teodoro Obiang Nguema Mbasogo  Guinée équatoriale  du 6 mai 2015 au 17 février 2017 [16]
- 2017-2019 : Idriss Déby Itno  Tchad du 17 février 2017 au 24 mars 2019 [17]
- 2019-2023 : Paul Biya  Cameroun depuis le 24 mars 2019 au 17 mars 2023 [18]
- 2023-présent : Faustin-Archange Touadéra  République centrafricaine depuis le 18 mars 2023

### Commission de la CEMAC
- 1964-1970 : Charles Onana Awana  Cameroun, Secrétaire général de l'UDEAC
- 1970-1977 : Pierre Tchanke  Cameroun, Secrétaire général de l'UDEAC
- 1977-1982 : Vincent Efon  Cameroun, Secrétaire général de l'UDEAC
- 1982-1991 : Ambroise Foualem  Cameroun, Secrétaire général de l'UDEAC
- 1991-1999 : Thomas Dakayi Kamga  Cameroun, Secrétaire général de l'UDEAC
- 1999-2006 : Jean Nkuete  Cameroun, Secrétaire exécutif de la CEMAC
- 2006-2007 : Dieudonné Mouiri Boussougou  Gabon, Secrétaire exécutif de la CEMAC
- 2007-2012 : Antoine Ntsimi  Cameroun, Président de la commission de la CEMAC
- 2012-2017 : Pierre Moussa  République du Congo, Président de la commission de la CEMAC
- 2017-2023 : Daniel Ona Ondo  Gabon, Président de la commission de la CEMAC
- 2023-présent : Baltasar Engonga Edjo’o  Guinée équatoriale, Président de la commission de la CEMAC